# محمد البصيري
د.محمد محسن جديع حسن البصيري، من مواليد 1955، وزير النفط ووزير الدولة لشؤون مجلس الأمة في الكويت سابقاً، ونائب سابق في مجلس الأمة الكويتي عن الحركة الدستورية الإسلامية - حدس.
شارك في انتخابات مجلس الأمة الكويتي 1992 في الدائرة العشرين، وحصل على المركز الثالث برصيد 883 صوت وخسر الانتخابات، وشارك في انتخابات مجلس الأمة الكويتي 1996 في الدائرة العشرين، وحصل على المركز الثالث برصيد 1329 صوت وخسر الانتخابات، وشارك في انتخابات مجلس الأمة الكويتي 1999 في الدائرة العشرين، وحصل على المركز الأول برصيد 2364 صوت وفاز بالانتخابات، وشارك في انتخابات مجلس الأمة الكويتي 2003 في الدائرة العشرين، وحصل على المركز الثاني برصيد 2109 صوت وفاز بالانتخابات، وشارك في انتخابات مجلس الأمة الكويتي 2006 في الدائرة العشرين، وحصل على المركز الثاني برصيد 3947 صوت وفاز بالانتخابات، وشارك في انتخابات مجلس الأمة الكويتي 2008 في الدائرة الرابعة، وحصل على المركز السابع عشر برصيد 4332 صوت وخسر الانتخابات.

## سيرته
- وزير النفط ووزير دولة لشؤون مجلس الأمة.
- وزير المواصلات ووزير دولة لشؤون مجلس الأمة.
- حاصل على شهادة دكتوراه في الهندسة الميكانيكية.
- عضو مجلس الامة في الاعوام 1999 و2003 و2006.
- نائب رئيس مجلس الامة 2009.
- عضو جمعية المعلمين وجمعية الصحافيين وجمعية المهندسين
- ترأس فرع جمعية الاصلاح الاجتماعي في الجهراء ورابطة أعضاء هيئة التدريس بالهيئة العامة للتعليم التطبيقي والتدريب 1992 - 1999
- رئيس تحرير مجلة المجتمع منذ عام 1992

## وصلات خارجية
- معالي وزير المواصلات: د. محمد محسن البصيري
- محمد محسن جديع حسن البصيري، Kuwait Politics Database
- توزير البصيري..أزمة جديدة في «حدس» الكويتية، إسلام أون لاين، 31 مايو 2009